# Полищук, Спиридон Кириллович
Спиридон Кириллович Полищук (1916—2002) — участник Великой Отечественной войны, командир батальона 292-го стрелкового полка (115-я стрелковая дивизия, 2-я гвардейская армия, З-й Белорусский фронт), майор. Герой Советского Союза.

## Биография
Родился в селе Кайтановка (ныне — Катеринопольский район Черкасской области Украины) в 1916 году и был средним братом в семье. Украинец.
Его старший брат — Максим родился в 1908 году, погиб в одном из первых боёв под городом Могилёвом в декабре 1941 года.
Младший брат — Василий (род. 1921) попал в плен, бежал, вернулся в своё село, находившееся под немецкой оккупацией. Утонул в местном пруде в 1943 году.
Получил неполное среднее образование. В 1930-е годы переехал в Кизильский район Челябинской области. Работал трактористом в колхозе, комбайнёром на МТС.
Спиридон Кириллович попал на войну после Омского военного училища в 1943 году. Член ВКП(б)/КПСС с 1943 года.
Закончил войну в звании майора, командира батальона.
После войны продолжал службу в армии. С 1946 года майор Полищук — в запасе. Вернулся на Урал.
Жил и работал в селе Кизильское Кизильского района Челябинской области, где умер 21 февраля 2002 года. Похоронен на кладбище села Кизильское.

## Награды
- Указом Президиума Верховного Совета СССР от 29 июня 1945 года за мужество, отвагу и героизм, проявленные в борьбе с немецко-фашистскими захватчиками, майору Полищуку Спиридону Кирилловичу присвоено звание Героя Советского Союза с вручением ордена Ленина и медали «Золотая Звезда» (№ 4787).
- Награждён орденами Ленина, Красного Знамени, Отечественной войны 1-й и 2-й степеней, Красной Звезды, медалями.